# Tentyria
Tentyria — род жесткокрылых из семейства чернотелок.

## Описание
Третий членик усиков длиннее второго в два раза.

## Систематика
В составе рода:
- Tentyria acuticollis
- Tentyria angulata
- Tentyria angustata
- Tentyria arabica
- Tentyria aragonica